# Día del orgullo geek
El día del Orgullo Geek (también conocido en España como Friki) es una iniciativa para promover y valorar la cultura Geek, celebrada anualmente el 25 de mayo. La fecha fue escogida en conmemoración del lanzamiento  de la película la Guerra de las Galaxias de 1977, pero comparte la misma fecha con otras dos festividades similares de fanáticos: Día de la toalla, para seguidores de la trilogía de la Guía del autoestopista galáctico por Douglas Adams, y el Magnífico 25 de mayo para los seguidores de Terry Pratchett Discworld.
La iniciativa fue originada en España en 2006 como el Día del Orgullo Friki y extendida alrededor del mundo vía Internet. El objetivo de la creación de un día del Orgullo Geek es reivindicar el valor cultural de una dimensión no-tradicional ,en una forma de valorar la fantasía y la ciencia ficción vista como aporte contracultural hacia las comunidades y personas que las componen.

## Historia

### Orígenes
Tim McEachern organizó los eventos inconexos llamados Festival del Orgullo Geek y/o Día del Orgullo Geek de 1998 a 2000 en una bar de Albany, Nueva York, los cuales son a veces vistos como un preludio al día del orgullo geek.
En 2006 el bloguero español Germán Martínez, conocido en Internet como señor Buebo, planteó la celebración de un Día del Orgullo Friki en el Foro del Universo Marvel. Posteriormente, ese mismo año, organizó la primera celebración, el día fue celebrado por primera vez en España y en Internet, atrayendo la atención de los principales medios de comunicación. La concentración más grande tuvo lugar en Madrid, donde 300 personas pertenecientes a la cultura geek demostraron su orgullo juntos con un pacman humano. Un manifiesto fue creado para celebrar el primer día del orgullo geek, el cual incluía una lista de los derechos básicos y responsabilidades de los geeks.

### 2008
En 2008, el día del Orgullo Geek fue oficialmente celebrado en los Estados Unidos, donde fue anunciado por numerosos blogueros. El autor de matemáticas, ganador del Premio del Libro de Euler,  bloguero y geek John Derbyshire no sólo lo gritó, también anunció  que asistiría al desfile en la Quinta Avenida, en Nueva York  vestido del número 57, incitando a algunos blogueros a que lo buscaran.

### Expansión
En 2009, el reconocimiento del día fue alcanzado por el Canal de la Ciencia, con programación especial el 25 de mayo para celebrar con eventos que tuvieron lugar para conmemorar este día en Ottawa, casa del Museo de Ciencia y Tecnología de Canadá y un centro de investigación notable en Canadá. Mientras tanto, en el 2010 el festival se extendió más allá, llegando a ciudades como: Halifax, Nueva Escocia; Budapest, Hungría; Tel Aviv, Israel; Timișoara, Rumania y San Diego, California. En 2013, un desfile del orgullo geek fue realizado en Gothenburg, Suecia, y entonces se decidió que fuera un evento anual.